# Percy Creek (Indian Arm)
Percy Creek är ett vattendrag i Kanada.   Det ligger i provinsen British Columbia, i den södra delen av landet, 3 500 km väster om huvudstaden Ottawa.
I omgivningarna runt Percy Creek växer i huvudsak barrskog. Runt Percy Creek är det tätbefolkat, med 947 invånare per kvadratkilometer.